# زوفا شرافية
زوفا شُّرَّافِيَّة أو زوفا مُستَدِقةّ الطّرَف (الاسم العلمي:Hyssopus cuspidatus) هي نوع من النباتات يتبع جنس الزوفا من الفصيلة الشفوية.